# Dennis Teucher
Dennis Teucher (* 29. Juni 1996 in Berlin) ist ein deutscher Basketballspieler.

## Laufbahn
Teucher spielte Basketball in den Jugendabteilungen von VfL Lichtenrade, dann von Alba Berlin (2010 bis 2013) und DBV Charlottenburg (2013 bis 2015). 2015 wechselte der Flügelspieler zum brandenburgischen Verein RSV Eintracht in die 2. Bundesliga ProB. Dort blieb er zwei Jahre, ehe er im Sommer 2017 innerhalb der Liga zu den Rostock Seawolves wechselte. Mit den Mecklenburgern gelang ihm im Spieljahr 2017/18 als Vizemeister der Aufstieg in der 2. Bundesliga ProA, wo er weiterhin für Rostock spielte.
In der Sommerpause 2019 ging er mit seinem Wechsel zu den Iserlohn Kangaroos in die 2. Bundesliga ProB zurück, 2020 nahm er ein Angebot der RedHawks Potsdam (2. Regionalliga) an. Mit der Mannschaft gewann er 2022 den Meistertitel in der 2. Regionalliga Nord-Ost, dadurch gelang der Aufstieg in die 1. Regionalliga. Im November 2022 wechselte Teucher innerhalb der 1. Regionalliga zur WSG 1981 Königs Wusterhausen. In der Saison 2023/24 war er mit 13 Punkten je Begegnung bester Korbschütze Königs Wusterhausens, wurde mit der Mannschaft jedoch Tabellenletzter der 1. Regionalliga Nord.
Im Sommer 2024 kehrte Teucher zum RSV Eintracht in die dritthöchste deutsche Spielklasse zurück und spielte dort bis 2025.